# NetBeans
NetBeans
es un entorno de desarrollo integrado libre, hecho principalmente para el lenguaje de programación Java. Existe además un número importante de módulos para extenderlo. NetBeans IDE es un producto libre y gratuito sin restricciones de uso. 
NetBeans es un proyecto de código abierto de gran éxito con una gran base de usuarios, una comunidad en constante crecimiento. Sun Microsystems fundó el proyecto de código abierto NetBeans en junio de 2000 y continúa siendo el patrocinador principal de los proyectos. Actualmente Sun Microsystems es administrado por Oracle Corporation.
La plataforma NetBeans permite que las aplicaciones sean desarrolladas a partir de un conjunto de componentes de software llamados módulos. Un módulo es un archivo Java que contiene clases de java escritas para interactuar con las API de NetBeans y un archivo especial (manifest file) que lo identifica como módulo. Las aplicaciones construidas a partir de módulos pueden ser extendidas agregándole nuevos módulos. Debido a que los módulos pueden ser desarrollados independientemente, las aplicaciones basadas en la plataforma NetBeans pueden ser extendidas fácilmente por otros desarrolladores de software.
El NetBeans IDE permite el desarrollo de todos los tipos de aplicación Java (J2SE, web, EJB y aplicaciones móviles). Entre sus características se encuentra un sistema de proyectos basado en Ant, control de versiones y refactoring.
NetBeans IDE 6.5.2, la cual fue publicada el 19 de noviembre de 2008, extiende las características existentes del Java EE (incluyendo soporte a persistencia, EJB 3 y JAX-WS). Adicionalmente, el NetBeans Enterprise Pack permite el desarrollo de aplicaciones empresariales con Java EE 5, incluyendo herramientas de desarrollo visuales de SOA, herramientas de esquemas XML, orientación a web servicies (para BPEL) y modelado UML. El NetBeans C/C++ Pack soporta proyectos de C/C++, mientras el PHP Pack, soporta PHP 5.
Modularidad. Todas las funciones del IDE son provistas por módulos. Cada módulo provee una función bien definida, tales como el soporte de Java, edición, o soporte para el sistema de control de versiones. NetBeans contiene todos los módulos necesarios para el desarrollo de aplicaciones Java en una sola descarga, permitiéndole al usuario comenzar a trabajar inmediatamente.
Sun Studio, Sun Java Studio Enterprise, y Sun Java Studio Creator de Sun Microsystems han sido todos basados en el IDE NetBeans.
Desde julio de 2006, NetBeans IDE es licenciado bajo la Common Development and Distribution License (CDDL), una licencia basada en la Mozilla Public License (MPL).  En octubre de 2007, Sun anunció que NetBeans desde entonces se ofrecerá bajo licenciamiento dual de Licencia CDDL y la GPL versión 2.

## Plataforma Netbeans
Es un framework que simplifica el desarrollo de aplicaciones para Java Swing. El paquete de NetBeans IDE para Java SE contiene lo que se necesita para empezar a desarrollar plugins y aplicaciones basadas en la plataforma NetBeans; no se requiere 
un SDK adicional.
Las aplicaciones pueden instalar módulos dinámicamente. Algunas aplicaciones pueden incluir un módulo de actualización para permitir a los usuarios descargar Actualizaciones de firma digital y nuevas características directamente dentro de la aplicación en ejecución. Reinstalando una actualización o una nueva versión, no obligando a los usuarios a descargar toda la aplicación de nuevo.
La plataforma ofrece servicios reusables comunes para las aplicaciones de escritorio, permitiendo a los desarrolladores centrarse en la lógica de sus aplicaciones. 
Algunas de las características de la aplicación son:
- Gestión de la interfaz de usuario ( menús y barras de herramientas )
- Gestión de configuración de usuario
- Gestión de almacenamiento (guardar o cargar algún tipo de dato)
- Gestión de ventana
- Marco Asistente (soporta diálogos paso a paso)
- Librería visual de Netbeans
- Herramientas de desarrollo integrado

NetBeans IDE es libre, código abierto, multiplataforma con soporte integrado para el lenguaje de programación Java.

## NetBeans Add-on Packs

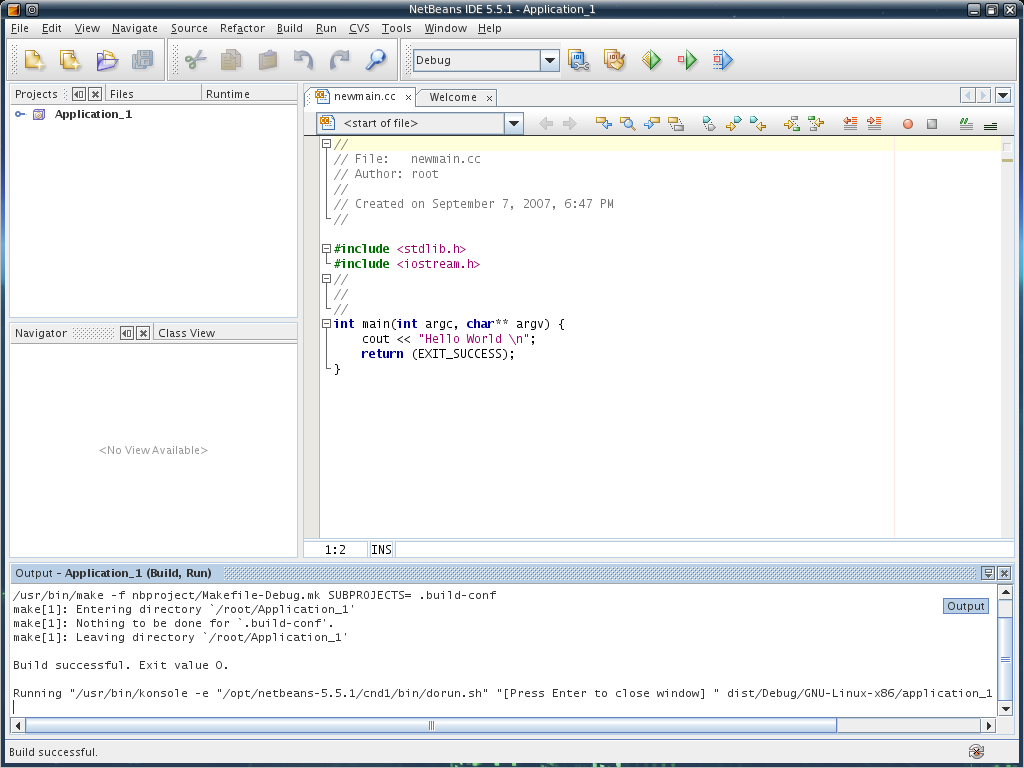
Netbeans 5.5.1 con C/C++ Native Development Module ejecutando un programa escrito en C++ bajo Slackware Linux.

Estos son algunos de los paquetes adicionales de NetBeans (algunos pueden ser descargados individualmente).

### NetBeans
Provee Soporte para la creación de aplicaciones orientadas a servicios (SOA), incluyendo herramientas de esquemas XML, un editor WSDL, y un editor BPEL para web services.

### PHP
NetBeans permite crear aplicaciones web con PHP 7, un potente debugger integrado y además viene con soporte para Symfony, un gran framework MVC escrito en PHP. Al tener también soporte para AJAX, cada vez más desarrolladores de aplicaciones LAMP o WAMP, están utilizando NetBeans como IDE.

## Versiones
Lanzamientos del IDE NetBeans
| Versión              | Fecha de lanzamiento     |
| -------------------- | ------------------------ |
| Apache Netbeans 26   | 19 de mayo de 2025       |
| Apache Netbeans 25   | 20 de febrero de 2025    |
| Apache Netbeans 24   | 10 de diciembre de 2024  |
| Apache Netbeans 23   | 19 de setiembre de 2024  |
| Apache Netbeans 22   | 29 de mayo de 2024       |
| Apache Netbeans 21   | 20 de febrero de 2024    |
| Apache Netbeans 20   | 1 de diciembre de 2023   |
| Apache Netbeans 19   | 1 de septiembre de 2023  |
| Apache Netbeans 18   | 30 de mayo de 2023       |
| Apache Netbeans 17   | 21 de febrero de 2023    |
| Apache Netbeans 16   | 30 de noviembre de 2022  |
| Apache Netbeans 15   | 31 de agosto de 2022     |
| Apache Netbeans 14   | 9 de junio de 2022       |
| Apache Netbeans 13   | 4 de marzo de 2022       |
| Apache Netbeans 12.6 | 29 de noviembre de 2021  |
| Apache Netbeans 12.5 | 13 de septiembre de 2021 |
| Apache Netbeans 12.3 | 3 de marzo de 2021       |
| Apache Netbeans 12.2 | 7 de diciembre de 2020   |
| Apache Netbeans 12.0 | 4 de junio de 2020       |
| Apache Netbeans 11.3 | 2019                     |
| Apache Netbeans 11.2 | 2019                     |
| Apache Netbeans 11.1 | 2019                     |
| Apache Netbeans 11.0 | 4 de abril de 2019       |
| Apache Netbeans 10.0 | 27 de diciembre de 2018  |
| Apache Netbeans 9.0  | 29 de julio de 2018      |
| NetBeans 8.2         | 3 de octubre de 2016     |
| NetBeans 8.1         | 4 de noviembre de 2015   |
| NetBeans 8.0.1       | 5 de octubre de 2014     |
| NetBeans 7.4         | 15 de octubre de 2013    |
| NetBeans 7.3.1       | 12 de junio de 2013      |
| NetBeans 7.3         | 21 de febrero de 2013    |
| NetBeans 7.2         | noviembre de 2012        |
| NetBeans 7.1.2       | Mayo de 2012             |
| NetBeans 7.0.1       | 1 de agosto de 2011      |
| NetBeans 7.0         | 20 de abril de 2011      |
| NetBeans 6.9.1       | 4 de agosto de 2010      |
| NetBeans 6.9         | 15 de junio de 2010      |
| NetBeans 6.8         | 10 de diciembre de 2009  |
| NetBeans 6.7.1       | 27 de julio de 2009      |
| NetBeans 6.7         | 29 de junio de 2009      |
| NetBeans 6.5         | 25 de noviembre de 2008  |
| NetBeans 6.1         | 28 de abril de 2008      |
| NetBeans 6.0         | 3 de diciembre de 2007   |
| NetBeans 5.5.1       | 24 de mayo de 2007       |
| NetBeans 5.5         | 30 de octubre de 2006    |
| NetBeans 5.0         | enero de 2006            |
| NetBeans 4.1         | mayo de 2005             |
| NetBeans 4.0         | diciembre de 2004        |
| NetBeans 3.6         | abril de 2004            |
| NetBeans 3.5         | junio de 2003            |
| Netbeans 3.4.1       | enero de 2003            |
| Netbeans 3.4         | agosto de 2002           |
| Netbeans 3.3.2       | julio de 2002            |
| Netbeans 3.3.1       | febrero de 2002          |
| Netbeans 3.3         | diciembre de 2001        |
| Netbeans 3.2.1       | 2001                     |
| Netbeans 3.2         | marzo de 2001            |
| Netbeans 3.1         | diciembre de 2000        |

## Radiografía
Los datos mencionados a continuación se obtuvieron usando 'SLOCCount' de David A. Wheeler's.
El NetBeans IDE 6.1 contiene aproximadamente 1.990.915 líneas de código de las cuales el 99.19% son de Java. El esfuerzo para producir un software de este tamaño según el modelo COMO es de aproximadamente 582 persona / año.
| Lenguaje | Líneas de código | %      |
| -------- | ---------------- | ------ |
| JAVA     | 1.990.915        | 99,19% |
| JSP      | 7.917            | 0.40%  |
| Haskell  | 3.138            | 0,16%  |
| CPP      | 1.761            | 0.09%  |
| Yacc     | 1.123            | 0,06%  |
| Sh       | 1.080            | 0,05%  |
| Lex      | 506              | 0,03%  |
| Perl     | 350              | 0,02%  |
| Objc     | 288              | 0,01%  |
| Ansic    | 20               | 0,00%  |

| Página web                                                  | https://netbeans.apache.org                                                 |
| Inicio del proyecto                                         | 1999                                                                        |
| Versión actual                                              | NetBeans 26                                                                 |
| Líneas de código fuente                                     | 1.990.915                                                                   |
| Esfuerzo estimado de desarrollo (persona-año / persona-mes) | 582,15 / 6.985,81                                                           |
| Estimación de tiempo (años-meses)                           | 6,02 / 72,23                                                                |
| Estimación del n.º de desarrolladores en paralelo           | 96,71                                                                       |
| Estimación de coste                                         | 78.640.629 $ (salario promedio 56,286 $/año con unos costos extras de 2,40) |